# Уест Коуст (Нова Зеландия)
Уест Коуст (на английски: West Coast, в превод Западно крайбрежие/бряг) е един от 16-те региона на Нова Зеландия. Населението му е 32 600 жители (по приблизителна оценка от юни 2018 г.), а площта му е 23 276 кв. км. Намира се в часова зона UTC+12. ISO 3166 – 2 кодът му е NZ-WTC.